# William Cowper

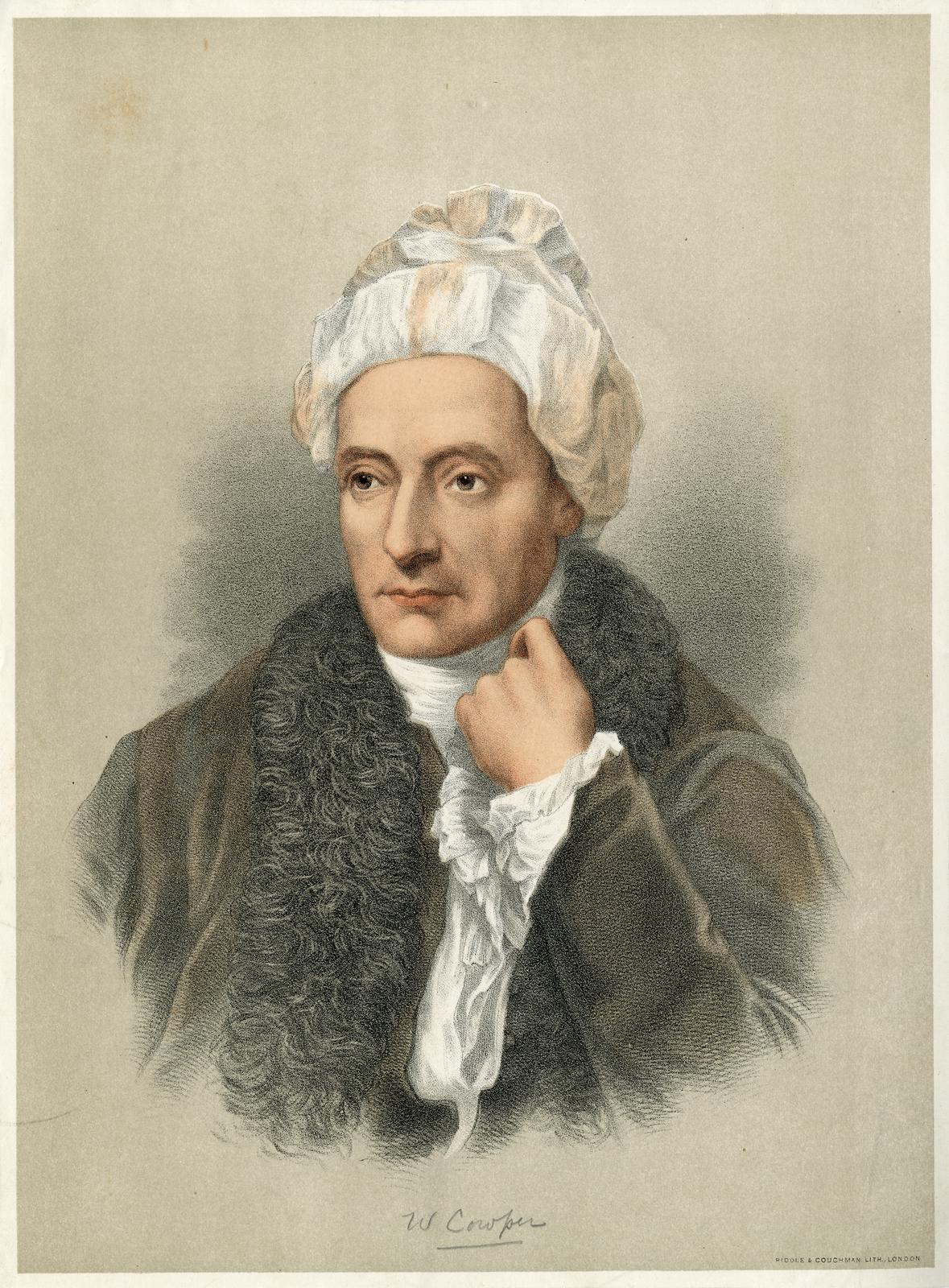
William Cowper

William Cowper (Great Berhkamstead, 26 de novembre de 1731 – East Dereham, 25 d'abril de 1800) fou un poeta anglès, creador d'himnes. Un dels poetes més populars de la seva època, Cowper va canviar el curs de la poesia natural del segle xviii escrivint sobre la vida quotidiana i escenes del camp anglès.

## Vida
Cowper va patir períodes de depressió severa, i encara que va trobar refugi en un fervent cristianisme evangèlic, la font dels seus himnes, sovint va experimentar dubtes i temors que estava destinat a la condemna eterna. No obstant això, les seves motivacions religioses i associació amb John Newton (que va escriure l'himne "Amazing Grace") li van dur a crear la poesia per la qual és més recordat actualment: els himnes religiosos. Va començar a escriure poemes als quaranta anys.

## Obres
- Himnes d'Olney (Olney Hymns), 1779, en col·laboració amb John Newton
- John Gilpin, 1782
- La tasca (The Task)', 1785. És la seva producció més destacada
- Traducció en vers blanc de la Ilíada i L'Odissea, 1791

A més, va escriure poesia de caràcter social i filosòfic. La puresa lírica de la seva poesia es troba dominada per les preocupacions polítiques i socials de l'època. Els puritans l'anomenaven "el David de la poesia anglesa".